# Karin Jexner
Karin Jexner är en dansk orienterare som tog bronsmedalj i stafett vid VM 1983.